# Selección de fútbol de Uttarakhand
La Selección de fútbol de Uttarakhand es el equipo representativo de Uttarakhand, India en el Trofeo Santosh.
El equipo nunca han ganado la competición.